# علاش
عَلَاش (الاسم العلمي: Sardinella)، جنس من الأسماك يتبع فصيلة الرنكات يوجد في المحيط الأطلسي والمحيط الهندي والمحيط الهادئ. تتواجد بكثرة في المياه الدافئة للمحيطات الاستوائية وشبه الاستوائية. البالغات منه هي أسماك ساحلية، مروضة، بحرية، ولكن الصغار منها غالبًا ما توجد في البحيرات ومصاب الأنهار. تتميز هذه الأنواع بنطاقاتها وخصائص جسمها الدقيقة، ولكن غالبًا ما يتم الخلط بين أنواعها. يحتوي الجنس على سبعة إلى 14 علامة مخططة على طول حراشف قمة الرأس. تتميز بعظام فك علوي على شكل مجداف؛ وهذا يساعد على التعرف على أنواع العلاش وفصلها عن الأجناس الأخرى وتساعد أشكالهم في تمييز بين الأنواع. قشور المنطقة قبل الزعنفة الظهرية مزدوجة وأشعتها الزعنفية متضخمة
.